# Prêmios Gardel
Os Prêmios Gardel (oficialmente Premios Gardel a la Música) são os prêmios de música mais importantes concedidos na Argentina. São organizados e outorgados pela Cámara Argentina de Productores de Fonogramas, Videograms y sus Reproducciones (CAPIF). O prêmio é entregue anualmente e, dentre várias categorias, o prêmio mais importante é o “Gardel de Ouro”. A primeira condecoração se realizou em 1999.
Ao longo dos anos, a premiação tem incorporado às categorias disputadas, novas expressões musicais, atividades e prêmios honoríficos. Os prêmios são outorgados, geralmente, no início de cada ano e premiam a atividade artística realizada no ano anterior. 
Desde 2003, o regulamento das distinções que a indústria discográfica entrega às produções musicais estabeleceu que o Gardel de Ouro seria entregue ao ganhador da categoria “melhor álbum do ano”, até então o prêmio máximo era concedido baseando-se na trajetória profissional do artista.

## Categorias
Arrola-se as 44 categorias dos Prêmios Gardel:
1. Gardel de Ouro
2. Prêmio pela trajetória
3. A1  - Melhor Álbum artista feminina pop
4. A2  - Melhor Álbum artista masculino pop
5. A3  - Melhor Álbum grupo pop
6. A4  - Melhor Álbum artista de rock
7. A5  - Melhor Álbum grupo de rock
8. A6  - Melhor Álbum rockpop alternativo
9. A7  - Melhor Álbum música eletrônica
10. A8  - Melhor Álbum remix
11. A9  - Melhor Álbum artista feminina de folklore
12. A10 - Melhor Álbum artista masculino de folklore
13. A11 - Melhor Álbum grupo de folklore
14. A12 - Melhor Álbum folklore alternativo
15. A13 - Melhor Álbum artista feminina de tango
16. A14 - Melhor Álbum artista masculino de tango
17. A15 - Melhor Álbum orquestra de tango
18. A16 - Melhor Álbum tango eletrônico
19. A17 - Melhor Álbum artista feminina tropical
20. A18 - Melhor Álbum artista masculino tropical
21. A19 - Melhor Álbum grupo tropical
22. A20 - Melhor Álbum de quarteto
23. A21 - Melhor Álbum artista romântico/melódico
24. A22 - Melhor Álbum artista "canción testimonial" de autor
25. A23 - Melhor Álbum novo artista pop
26. A24 - Melhor Álbum novo artista de rock
27. A25 - Melhor Álbum novo artista de folklore
28. A26 - Melhor Álbum novo artista de tango
29. A27 - Melhor Álbum novo artista tropical/quarteto
30. A28 - Melhor Álbum infantil
31. A29 - Melhor Álbum de música clássica
32. A30 - Melhor Álbum de jazz
33. A31 - Melhor Álbum instrumental-fusão
34. A32 - Melhor Álbum trilha sonora de cinema/televisão
35. A33 - Melhor Álbum conceitual
36. A34 - Melhor Álbum música cristã
37. A35 - Melhor Coleção de catálogo
38. A36 - Melhor Desenho de capa de disco
39. A37 - Melhor Videoclipe
40. A38 - Melhor DVD
41. A39 - Engenharia de gravação
42. A40 - Produção do ano
43. A41 - Canção do ano
44. A42 - Álbum do ano